# 三浦太郎 (絵本作家)
三浦 太郎（みうら たろう、1968年 - ）は、日本の絵本作家、イラストレーター。
愛知県西尾市生まれ。大阪芸術大学美術学科版画専攻卒業。卒業後イラストレーターとして活動、『JE SUIS...』で絵本作家としてデビュー。赤ちゃん絵本『くっついた』で多くの読者を獲得した。2011年絵本『ちいさなおうさま』で第58回産経児童出版文化賞（美術賞）を受賞。名古屋芸術大学特別客員教授。女子美術大学特別招聘教授。現在東京都在住。

## 受賞
- 第11回日本グラフィック展 協賛企業賞
- 2001,03,04,05,06,07年イタリア・ボローニャ国際絵本原画展 入選
- 第21回、23回ブラティスラヴァ世界絵本原画展 入選[3]
- 第58回産経児童出版文化賞 美術賞[4]

## 絵本作品
- 『JE SUIS...』（La Joie De Lire/スイス）
- 『TON』（Edizioni Corraini/イタリア）
- 『ARNESI/TOOLS』（Edizioni Corraini）
- 『くっついた』（こぐま社）
- 『ぼくはまる』（ブロンズ新社）
- 『ぼくはさんかく』（ブロンズ新社）
- 『ぼくはしかく』（ブロンズ新社）
- 『DES JOURS PAS COMME LES AUTRES』（La Joie De Lire）
- 『TOKIO』（Media Vaca/スペイン）
- 『なーらんだ』出版（こぐま社）
- 『LAVORI IN CORSO / CONSTRUCTION SITE 』（Edizioni Corraini）
- 『よいしょ』（偕成社）
- 『とどくかな』出版（偕成社）
- 『まかせとけ』出版（偕成社）
- 『わたしの』出版（こぐま社）
- 『バスがきました』（童心社）
- 『おしり』（講談社）
- 『よしよし』（講談社）
- 『おうちへかえろ』（童心社）
- 『CO2のりものずかん』（ほるぷ出版）
- 『おうまさんしてー！』（こぐま社）
- 『おはなをどうぞ』（のら書店）
- 『ちいさなおうさま』（偕成社）
- 『ポケット』（童心社）
- 『りんごがコロコロコロリンコ』（講談社）
- 『ぼくはブルドーザー！』（こぐま社）
- 『おとうさんのかさ』（のら書店）
- 『おおきなおひめさま』（偕成社）
- 『あ・あ』出版（童心社）
- 『あー・あー』出版（童心社）
- 『WORKMAN STENCIL』出版（Edizioni Corraini）
- 『ゴリラのおとうちゃん』出版（こぐま社）
- 『ぞうちゃんとねずみちゃん』』出版（講談社）
- 『ぞうちゃんのいやいや』出版（講談社）
- 『おやすみぞうちゃん』出版（講談社）
- 『でんしゃがきました』出版（童心社）
- 『おうさまのこどもたち』出版（偕成社）
- 『ジャングルジムをつくろう！』出版（ほるぷ出版）
- 『ぼうしかぶって』出版（童心社）
- 『おふろにはいろ』出版（童心社）
- 『サンタさんのおとしもの』出版（あすなろ書房）
- 『こんにち、わ！』出版（童心社）
- 『あさだおはよう』出版（童心社）
- 『へんしん どうぶつ』（ほるぷ出版）
- 『へんしん うみのいきもの』（ほるぷ出版）